# Passage Brantôme
Pour les articles homonymes, voir Brantôme.
Le passage Brantôme est une voie du 3e arrondissement de Paris, en France.

## Situation et accès
Le passage Brantôme est une voie privée située dans le 3e arrondissement de Paris. Il débute rue Rambuteau et se termine rue Brantôme. Il appartient au quartier de l’Horloge.

## Origine du nom

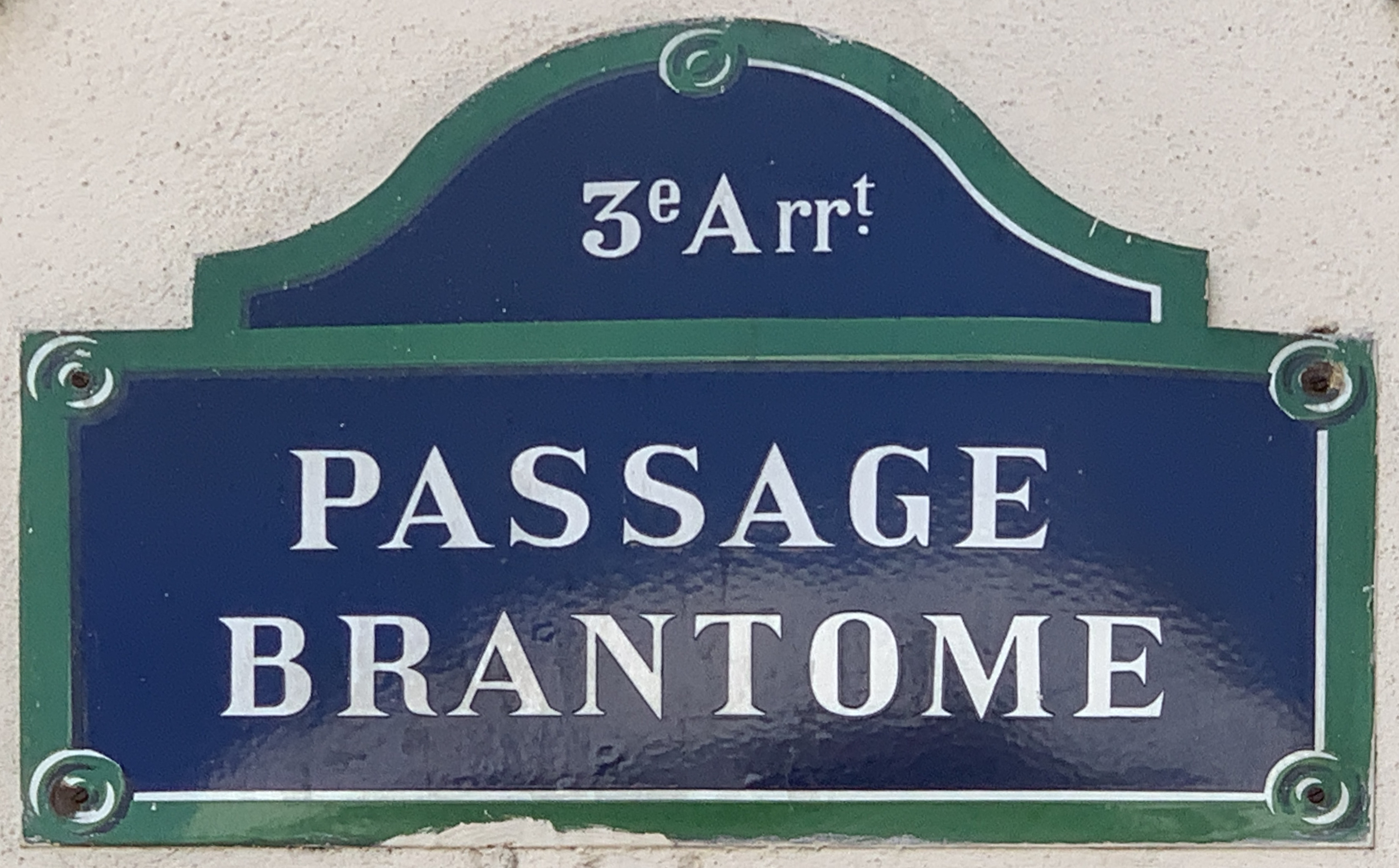
Plaque du passage.

Cette voie porte le nom de l'écrivain Brantôme (vers 1540-1614). Cette voie est en effet située à proximité de l’ancienne rue Brantôme.

## Historique
Il a été créé en 1977 et ouvert à la circulation publique par arrêté municipal du 6 août 1982.